# Carélie de la mer Blanche
La Carélie de la mer Blanche (en carélien : Vienan Karjala, en russe : Беломорская Карелия) est une région historique et géographique en Russie.
Elle s'étend de la côte ouest de la mer Blanche jusqu'à la frontière orientale de la Finlande.

## Géographie
Au nord, elle est bordée par l'oblast de Mourmansk, au sud par les lacs Luvajärvi, Kiimasjärvi et Nuokkijärvi de la Carélie d'Aunus, et à l'est par l'oblast  d'Arkhangelsk. 
La Carélie de la mer Blanche désigne la partie nord de la République de Carélie.
La Carélie de la mer Blanche a une superficie de 66 935 km2 et compte environ 100 000 habitants.

## Subdivisions administratives

### Anciennes municipalités
En 1905, l'Ouïezd de Kem comprenait le centre administratif Kem,  Suma , le monastère des Solovki  et les 22 municipalités suivantes :
- Jyskyjärvi
- Kantalahti
- Kemi
- Kieretti
- Kiestinki
- Kontokki
- Kouta
- Kuolisma
- Laapina
- Njuhtša
- Oulanka
- Paanajärvi
- Pistojärvi
- Ponkama
- Solokka
- Sorokka
- Suiku
- Suikujärvi
- Suma
- Tunkua
- Uhtua
- Usmana
- Vitsataipale
- Voijärvi
- Vojatšu
- Vuokkiniemi